# Cultura de Goiás
A cultura de Goiás é o conjunto de manifestações artístico-culturais desenvolvidas por goianos. Vista como uma das culturas mais ricas do país, a cultura goiana está presente na literatura, arte e principalmente na cultura popular, compondo um vasto e diversificado universo de danças, festas, cultos, artesanatos, cantigas, folguedos infantis e culinária, entre outros aspectos
A localização geográfica de Goiás facilitou o intercâmbio de culturas com outras regiões, misturando costumes e tradições de gente como nortistas, nordestinos, mineiros, Paulistas e ainda aquelas originárias de índios e negros, fazendo o estado um dos mais ricos e diversificados em termos culturais.
Existem pelo estado inúmeras festas e cultos religiosos. Algumas chegam a misturar fé e folclore e frequentemente são heranças da colonização portuguesa e da fé trazida por eles. Assim, Goiás possui festas tradicionais, como as Cavalhadas e a Procissão do Fogaréu.
Além de danças, cantigas e rituais religiosos, há outros costumes goianos significativos, como o mutirão das fiandeiras, durante o qual senhoras preparam o algodão para depois produzir tecidos. Enquanto isso vão desfiando cantigas, em coro, num interessante ritual. Além do artesanato, a culinária goiana tem pratos conhecidos e apreciados por muitos. Como o arroz com pequi e o empadão goiano.

## Músicas

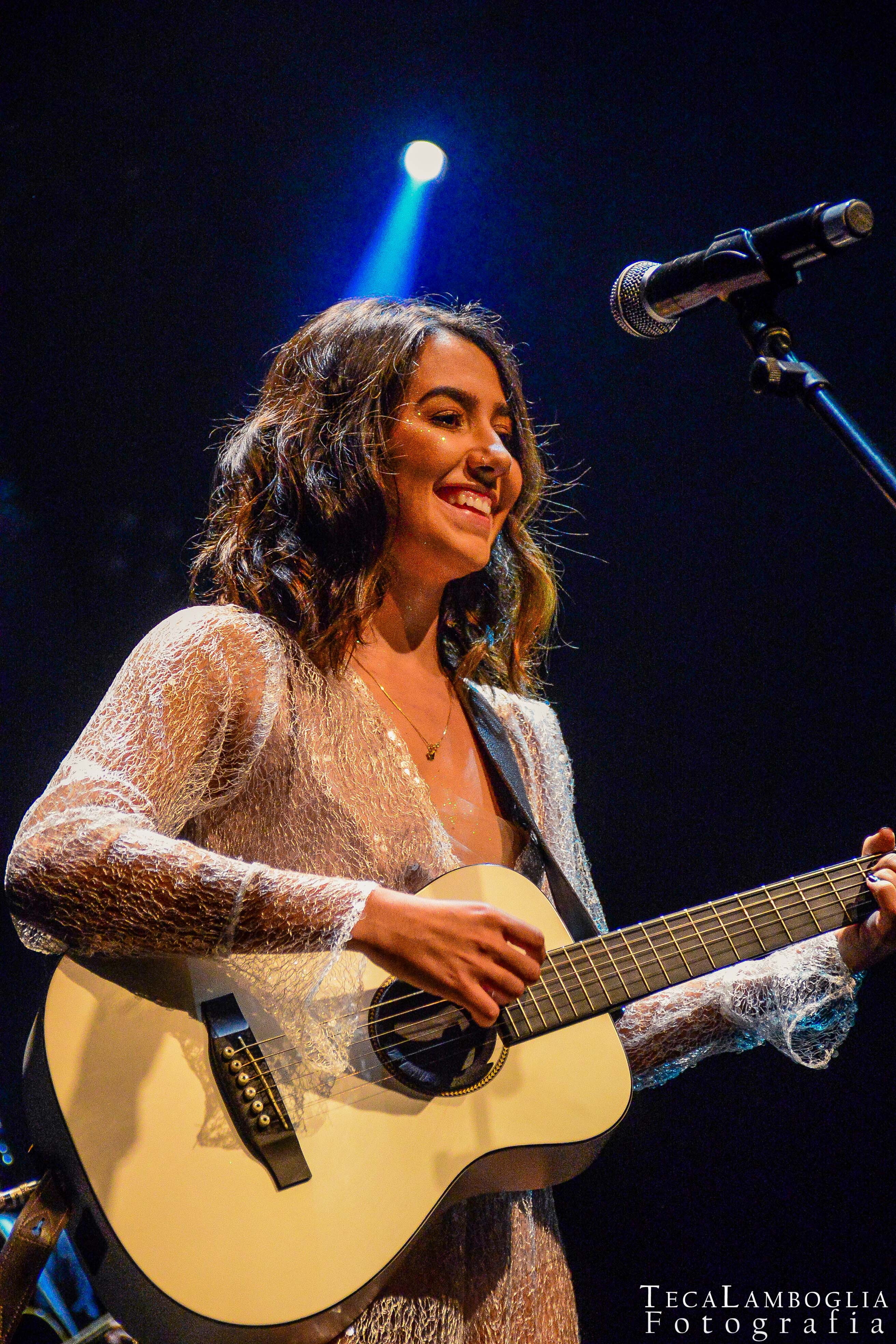
A cantora Ana Caetano, do duo Anavitória, é natural de Goiás, exemplificando a exceção ao sertanejo.

Ao contrário do que muitos pensam, Goiás não limita-se apenas ao sertanejo na área de música. Muitos ritmos antes considerados característicos de eixos do Sudeste do país têm demarcado cada vez mais seu espaço dentro do território goiano. Exemplos disso são a cena alternativa do rock, divulgados em peso por festivais de renome como o Bananada e o Vaca Amarela, enquanto que, por outro lado, rodas de samba e apresentações de chorinho também têm angariado novos adeptos, dentre outros tantos ritmos encontrados na cultura goiana.
Há também outros gêneros, como o MPB da dupla Anavitória, composta pela goiana, Ana Caetano e pela tocantinense Vitória Falcão. Elas lançaram vários parcerias, turnês e um total de 4 álbuns de estúdio.

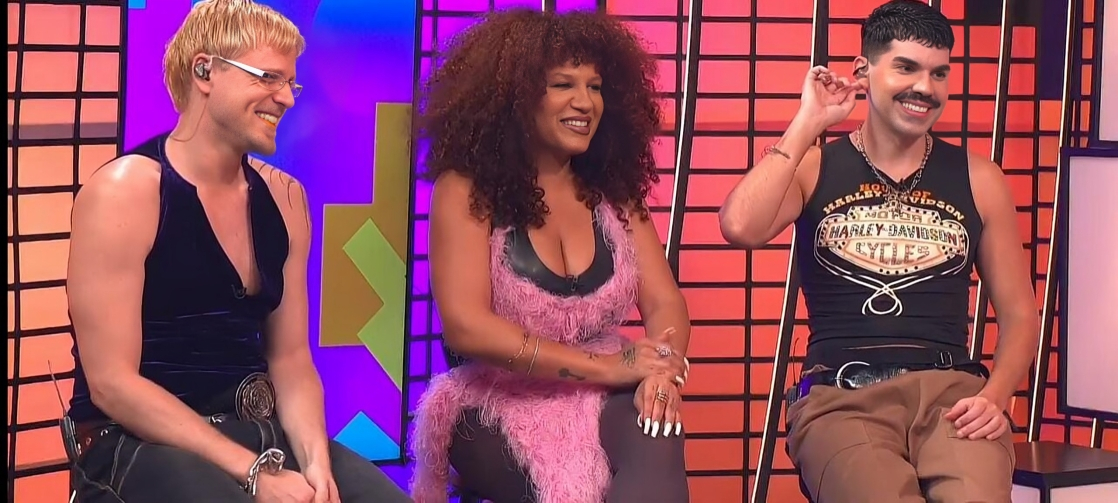
A banda Uó no programa TVZ do Multishow com Preta Gil em 2024. Da esquerda para direita: Davi Sabbag, Mel Gonçalves e Mateus Carrilho.

Além disso há três cantores que recebem destaque na música goiana, os três LGBT: Davi Sabbag e Mel Gonçalves, ambos de Goiânia e Mateus Carrilho, natural de Goianésia. O trio forma a Banda Uó, uma banda de tecnobrega. O grupo, iniciado em 2010, passou por um hiato de seis anos até retornar em 2024.

## Danças

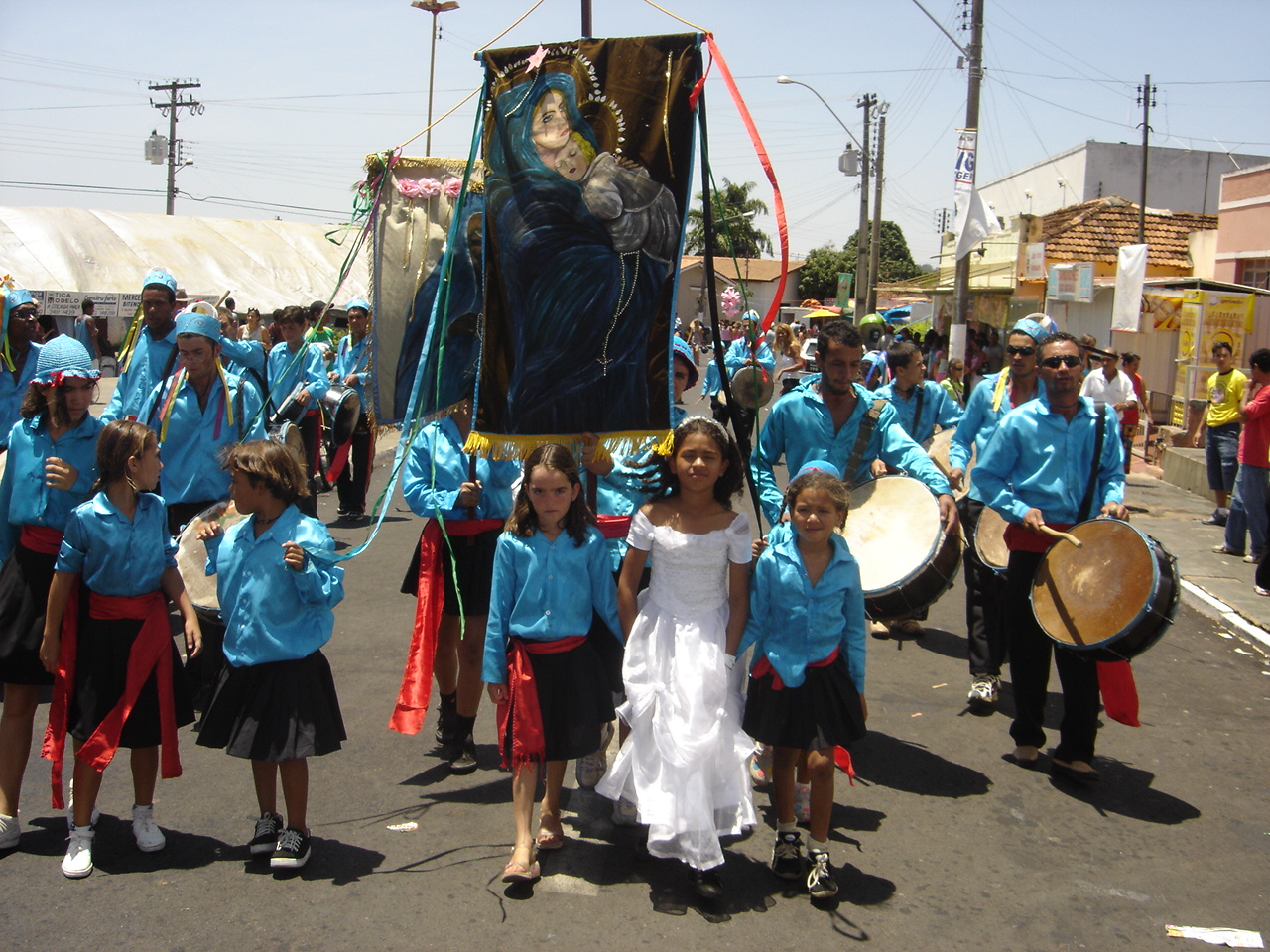
Congada de Catalão.

A dança é uma das três principais artes cênicas da antiguidade. Em Goiás, existem inúmeros tipos de dança, destacando-se a Congada e a Catira.
Realizadas tradicionalmente no município de Catalão, as Congadas reúnem milhares de pessoas no desenrolar do desfile dos ternos de Congo que homenageiam o escravo Chico Rei e sua luta pela libertação de seus companheiros, com o bônus da devoção à Nossa Senhora do Rosário. A Congada de Catalão por sua vez, engloba o sincretismo brasileiro das Religiões de matriz africana e do Catolicismo.
A Catira que tem seus primeiros registros desde o tempo colonial não tem origem certeira. Há relatos de caráter europeu, africano e até mesmo indígena, com resquícios do processo catequizador como forma de introduzir cantos cristãos na possível dança indígena. No entanto, seu modo de reprodução compassado entre batidas de mãos e pés, permeados por cantigas de violeiros perfaz a beleza cadenciada pela dança.

### Danças tradicionais
- Dança dos Tapuios: Legado indígena, é uma encenação que em tempos mais remotos era ritual de catequese, mas que hoje é apenas uma dança[9].
- Autos: Composição dramática originária da Idade Média, composta por canções e árias (solos), como As Pastorinhas, que acontece em Pirenópolis desde 1922[9].
- Danças folclóricas: São manifestações como o congo, o vilão, o Moçambique, a dança do tambor e a catira, entre outras, boa parte das quais com influência africana[9].
- Tambor: Originariamente dança lasciva, hoje é considerada sagrada, pois foi a única que Nossa Senhora dançou. Dizem que deve ser dançada com alegria, mas com respeito, pois é ela a dança que acompanha a Rainha até à igreja, nas festas do Rosário.[9]
- Congadas: Foi introduzida pelos negros, é marcante em todo o interior brasileiro e está ligada a festas do Divino Espírito Santo e de Nossa Senhora do Rosário. Dois grupos de homens, vestidos de vermelho e azul, simulam uma batalha. Enquanto isso, cantam e dançam ao som de viola e percussão[9].
- Lundu: Dança erótica para a qual faz-se uma roda, em que os dançarinos vão entrar e sair, um a um, enquanto a música de viola acontece e muitas palmas[9].
- Catira: A dança é feita em duas fileiras, uma de frente para a outra, em que todos saltam, batem palmas e o pé no chão, marcando o ritmo. É dançada também em única fileira, de frente para o público.  A catira é dançada apenas por homens, num sapateado sincronizado e marcado por palmas. O pesquisador Jacy Siqueira vê a catira como dança tradicional da zona rural[9].
- As Pastorinhas: Segundo o pirenopolino Demétrio Pompeo de Pina, essa festa chegou à cidade em 1922, com o telegrafista Alonso Machado, que teria roubado o texto no Nordeste e levado para Pirenópolis. Trata-se de um bailado de cerca de três horas, com aproximadamente 40 integrantes,  a maioria mulheres. Há o cordão azul e o vermelho, com 12 moças cada um. No meio fica Diana, personagem cuja roupa tem metade vermelho e metade azul. “As pessoas cantam e dançam. É um bailado monótono, contínuo”, define Demétrio[9].
- Cavalhadas

## Literatura

### Cora Coralina
Destaque-se a autora Cora Coralina, poetisa e contista goiana, notável pela sua magnum opus Poemas dos Becos de Goiás e Estórias Mais. Foi homenageada com um museu homônimo. Seu estilo retratou a situação de como a cidade de Goiás "parou" no tempo. Foi homenageada com o Troféu Juca Pato, em 1983, e recebeu uma homenagem post-mortem em 2006, na Ordem do Mérito Cultural.

### Bernardo Élis

Bernardo Élis em sua posse na ABL.

Outro destaque é o contista, romancista, poeta e escritor Bernardo Élis; o único goiano feito imortal da Academia Brasileira de Letras. Élis era filho de Erico Curado, ensaísta e advogado. Seu estilo aproximava-se do modernismo. Suas obras incluem O Tronco adaptado em um filme homônimo, em 1999.

## Festividades
Muitas celebrações em Goiás englobam a religiosidade católica, a exemplo da Festa do Divino Espírito Santo de Pirenópolis, Festa do Divino Pai Eterno em Trindade, Procissão do Fogaréu também Pirenópolis.

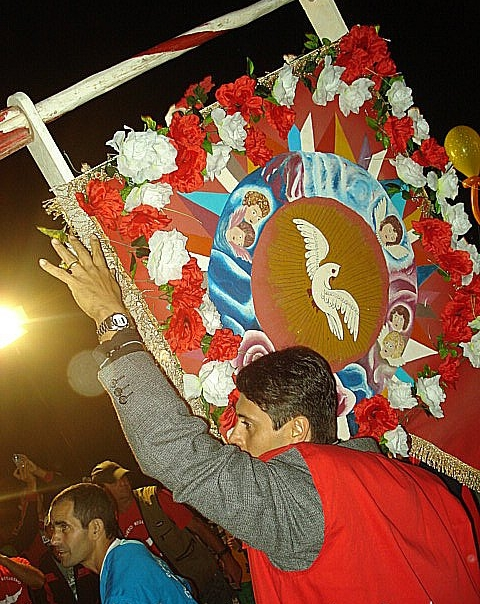
Levantamento do Mastro do Divino Espírito Santo.

### Festa do Divino Espírito Santo de Pirenópolis
A Festa do Divino de Pirenópolis foi registrada como Patrimônio cultural imaterial brasileiro, reconhecido pelo Instituto do Patrimônio Histórico e Artístico Nacional, em 15 de abril de 2010. Esta festa acontece nas segundas-feiras.
Com duração de doze dias, tem seu ápice no Domingo do Divino, cinquenta dias após a Ressurreição. Mesclada de festejos religiosos e profanos, é constituída de novena, folias, procissão, missa, roqueira, mascarados, cavalhadas, pastorinhas, congadas, e apresentação de outros grupos folclóricos. Já reuniu 30 mil turistas em 2023.

### Festa do Divino Pai Eterno

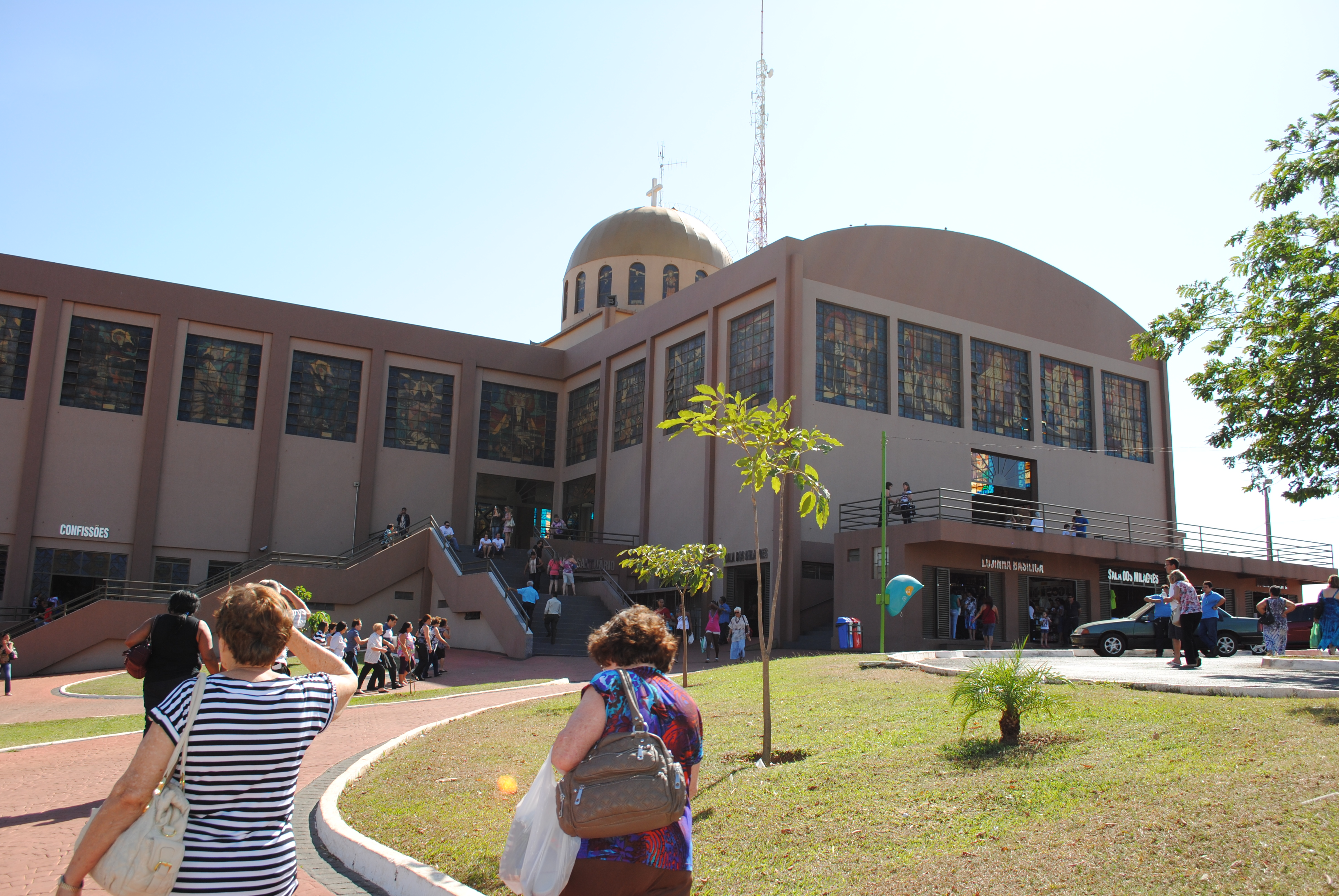
Os romeiros do Divino Pai Eterno durante a Festa, no Santuário Basílica do Divino Pai Eterno.

Realizada em Trindade, o evento chegou a reunir 3,6 milhões de turistas e fiéis. Trata-se de uma celebração religiosa tradicional que transcorre por nove dias, da última sexta-feira de junho ao primeiro domingo de julho, atraindo católicos de todo o país ao município. A festa é registro de um catolicismo popular, marcado pela romaria, sendo a maior peregrinação da Região Centro-Oeste e a segunda maior do Brasil.

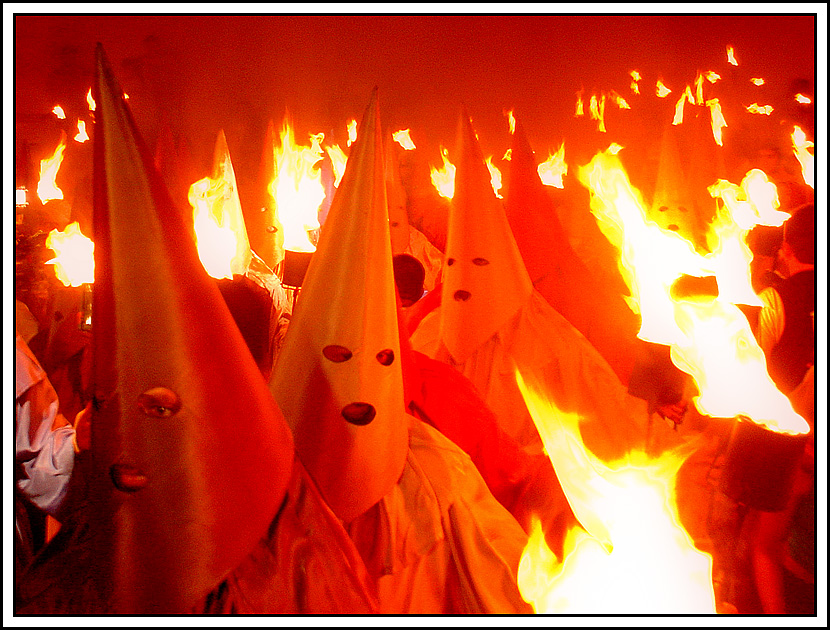
Procissão do Fogaréu em Pirenópolis, no ano de 2005.

A cada ano, as atrações da Festa do Divino Pai Eterno modificam-se, mas algumas tradições são mantidas. Quanto às práticas religiosas, destaca-se a novena, conjunto de orações que se estendem por nove dias — neste caso, da última sexta-feira do mês de junho até o primeiro domingo de julho —, com missas em diferentes horários. A romaria, peregrinação católica, também é uma das principais características do evento. Diversos romeiros chegam de diferentes regiões do país à cidade, tendo como destino templos como a Igreja Matriz de Trindade e, principalmente, o Santuário Basílica do Divino Pai Eterno. Embora muitos sejam os meios de se chegar a Trindade, o percurso a pé pelas inúmeras vias urbanas e rurais de Goiás continua sendo o mais marcante, em especial atravessando a GO-060, popularmente conhecida como Rodovia dos Romeiros, via que conecta Goiânia a Trindade.
Uma das maneiras mais tradicionais de comparecer à festa é por meio de carros de boi. Desde o início da celebração, partir pelas estradas por vários dias exigia dos romeiros que procurassem formas de carregar abastecimentos, e a prática de arrear animais foi a alternativa mais estabelecida. Durante os nove dias de festa, centenas de carros de boi desfilam pelas ruas da cidade rumo ao Carreiródromo de Trindade, localizado no Parque Municipal Lara Guimarães, costume reconhecido pelo Instituto do Patrimônio Histórico e Artístico Nacional como Patrimônio Cultural do Brasil. Além do desfile, outras atrações ocorrem neste palco, como quadrilhas juninas e espetáculos musicais, com destaque aos cantores e às duplas sertanejas.
É comum também a instalação de barracas de comércio nas principais vias onde atravessam os romeiros. A composição de uma feira-festa é marcante no evento desde as primeiras edições, o que compreende a união do sagrado com o profano. Os produtos comercializados são bastante diversificados, e as barracas são montadas tanto por habitantes de Trindade como por turistas de outras cidades que se mobilizam pela projeção comercial disponibilizada. Destaca-se principalmente barracas de comidas e bebidas, com a venda de pastéis, churros e crepes, além de típicas da festa junina, como canjica e quentão, e típicas da culinária goiana, como pamonha e empadão. Existem também aquelas destinadas à venda de peças de vestuário, utilidades domésticas, produtos religiosos e brinquedos infantis. Ainda que a movimentação seja maior nos nove dias de festa, algumas barracas costumam aparecer de dez a quinze dias antes do início do evento, permanecendo até uma semana após seu término.

### Procissão do Fogaréu
Tradicionalmente católica, reúne milhares de turistas brasileiros na cidade de Pirenópolis. Trata-se da encenação da Prisão de Jesus, durante a Semana Santa.

## Arquitetura
Em Goiás, a arquitetura desenvolveu-se conforme os avanços da colonização portuguesa do Brasil, em especial na região Sul, sediada na capital homônima.

### Goiás Velho

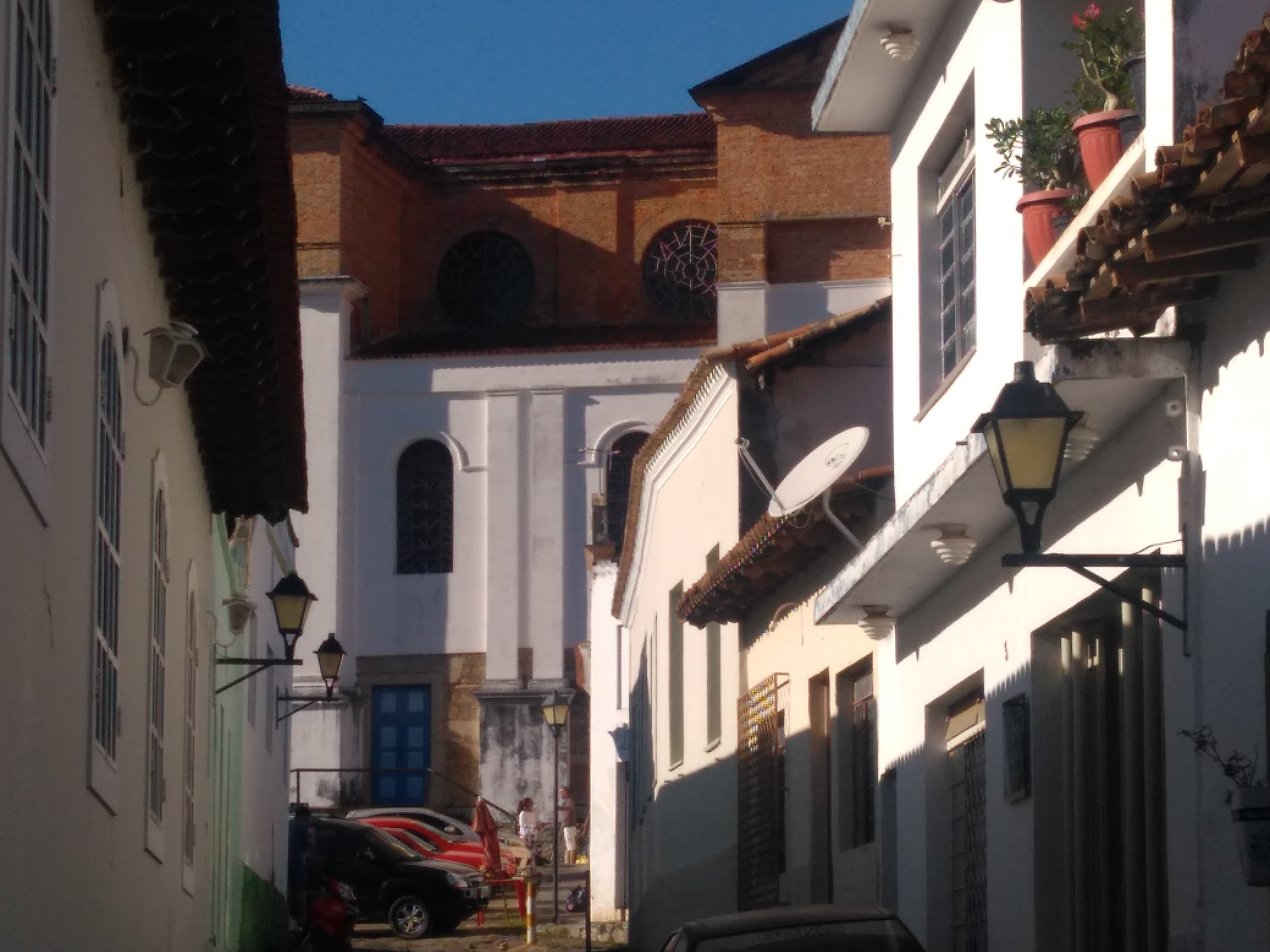
Casas da cidade de Goiás, nas quais conservam-se os elementos ligados ao período colonial.

Na cidade de Goiás, ou Goiás Velho, mescla-se o estilo arquitetônico colonial e barroco com poucas influências do período do Império do Brasil. Misturam-se os elementos religiosos católicos com o estilo popular. Um exemplo da utilização dessa arquitetura cultural está no seu uso pelas celebrações da Semana Santa. O município de Goiás é tombado pela Organização das Nações Unidas para a Educação, a Ciência e a Cultura (UNESCO) como patrimônio cultural imaterial da humanidade, desde 16 de dezembro de 2001.  Sua arquitetura é considerada vernacular, representando os resquícios do século XVIII no estado. Além disso, mantém-se os primeiros edifícios governamentais da unidade federativa dentro da cidade de Goiás Velho.

### Art déco
Por sua vez, a art déco de Goiás é fortemente representada pela segunda e atual capital do estado, Goiânia. Advinda do planejamento do interventor Pedro Ludovico Teixeira e do  arquiteto urbanista Attilio Corrêa Lima, derivou-se o planejamento que predomina nos locais históricos da capital estadual, os tons pastéis e as edificações mais modernizadas são características do estilo supracitado. A ideia de Teixeira era, principalmente, simbolizar a nova capital como o progresso da unidade federativa. Inúmeras construções goianienses derivam-se desse estilo arquitetônico, como o Palácio das Esmeraldas, o Palácio Pedro Ludovico Teixeira, a Praça Cívica, a antiga sede da Procuradoria-Geral do Estado de Goiás, dentre outros.